# Ruedi Joder
Rudolf «Ruedi» Joder (* 25. Juli 1979) ist ein ehemaliger Schweizer Handballspieler. Er spielte in seiner aktiven Zeit im linken Rückraum.

## Karriere

### Verein
Joder durchlief alle Jugendmannschaften der PSG Lyss. Anschliessend wechselte er zum BSV Bern, für den er in 146 Spielen 439 Tore erzielte. Die Karriere liess er wiederum bei der PSG Lyss ausklingen.

### Nationalmannschaft
Für die Schweiz bestritt er zwischen 2002 und 2006 24 Länderspiele, in denen er 29 Tore erzielte.